# Mammoth (Wyoming)
Mammoth è un census-designated place (CDP) degli Stati Uniti d'America, situato nel Wyoming, nella contea di Park.